# Kispiox
Kispiox est un village amérindien Gitksan situé dans le centre-ouest de la province de la Colombie-Britannique, sur l'interfluve formé par la Skeena avec la rivière Kispiox, à 14 km au nord d'Hazelton. Il dépend du district régional de Kitimat-Stikine. Sa population est de 737 habitants en 2021.

## Administration
Le village de Kispiox n'a pas le statut de municipalité mais de réserve indienne. Il est géré par le conseil de la bande de Kispiox qui compte dix conseillers élus pour 2 ans dont le conseiller en chef: Cameron Stevens réélu en 2021. 
| 2015-2017     | 2017-2019      | 2019-2023       | 2023-2025               |
| ------------- | -------------- | --------------- | ----------------------- |
| Robert Barnes | Louise Johnson | Cameron Stevens | Kolin Sutherland-Wilson |

Le village fait partie du district régional de Kitimat-Stikine dont le siège est à Terrace. Il est situé dans l'aire électorale B du district qui élit l'un des douze directeurs, celui-ci dispose d'une voix sur 26 au sein du directoire du district,.

## Démographie
Si la bande de Kispiox comprend 1 555 membres enregistrés, seuls 607 résident au village,.
| 1991 | 1996 | 2001 | 2006 | 2011 | 2016 | 2021 |
| ---- | ---- | ---- | ---- | ---- | ---- | ---- |
| 532  | 553  | 651  | 617  | 536  | 599  | 578  |